# سرو سن آنتونیو
سرو سن آنتونیو (انگلیسی: Cerro San Antonio) یک منطقه مسکونی در کشور کلمبیا است.